# Gavin Coombes
Pour les articles homonymes, voir Coombes.
Pas d'image ? Cliquez ici

a Compétitions nationales et continentales officielles uniquement.

b Matchs officiels uniquement.
Dernière mise à jour le 14 février 2024.
Gavin Coombes, né le 11 décembre 1997 à Skibbereen (Irlande), est un joueur international irlandais de rugby à XV. Il évolue principalement au poste de troisième ligne centre au sein de l'effectif du Munster en United Rugby Championship.
Avec le Munster, il remporte l'édition 2023 du United Rugby Championship.

## Biographie

### Jeunesse et formation
Gavin Coombes naît à Skibbereen, dans le comté de Cork. Il découvre le rugby à XV dans le club de sa ville natale, Skibbereen RFC, dont sa tante Margaret est la présidente du club et est également la mère de Liam Coombes (en), son cousin, qui est également joueur professionnel de rugby à XV.
Par la suite, il étudie à la Bandon Grammar School (en) où il joue pour l'équipe de l'établissement avec qui il est capitaine lorsqu'ils atteignent les quarts de finale de la Munster Schools Rugby Senior Cup (en) en 2016. Il évolue également avec le club de Bandon RFC (en), puis rejoint l'Academy (centre de formation) du Munster à partir de 2016 jusqu'en 2019. Il est, par ailleurs, le premier joueur de Skibbereen RFC à être retenu avec cette Academy. Il remporte le championnat inter-provinces en moins de 18 ans et moins de 19 ans.
Il évolue également avec l'équipe de Young Munster RFC, évoluant en championnat d'Irlande, à partir de 2016.

### Carrière

#### En province
Gavin Coombes évolue tout d'abord avec l'équipe du Munster A avec qui il remporte la British and Irish Cup en 2017, il est titulaire en finale contre les Jersey Reds et inscrit notamment un essai. Lors de cette campagne dans cette compétition, il inscrit trois essais en cinq matchs.
Il fait ses débuts en équipe première, en tant que remplaçant, en septembre 2018 pour la 1re journée de Pro14 2018-2019 contre les Cheetahs. Il dispute sept autres rencontres et connaît ses deux premières titularisations.
L'année suivante, il rejoint officiellement l'effectif professionnel durant l'été 2019. Il inscrit ses deux premiers essais professionnels en sortie de banc contre les Scarlets, permettant d'obtenir le bonus offensif, lors de la 13e journée de la saison 2019-2020 du Pro14.
Lors de la saison 2020-2021, il devient un joueur important de l'effectif et s'impose en tant que titulaire en troisième ligne. Durant cette saison, il inscrit un triplé contre les Ospreys en Pro14, ainsi qu'un quadruplé contre les Zebre en Pro14 Rainbow Cup. Il inscrit notamment quinze essais en vingt-deux rencontres, ce qui constitue un record pour un joueur du Munster sur une seule saison. Il est alors élu « Joueur de l'année du Munster » en récompense de ses très bonnes performances, il devient le plus jeune joueur du Munster à recevoir cette distinction.
Après le départ à la retraite de CJ Stander, il est désigné comme le successeur de ce dernier. Toutefois, sa saison suivante est freinée par une blessure, mais il dispute tout de même quatorze rencontres et inscrit quatre essais. Il signe également une extension de contrat, le liant à la province jusqu'en 2025.
Pendant la saison 2022-2023, il retrouve un très bon niveau. Il inscrit notamment trois doublés, un contre les Bulls en United Rugby Championship et deux contre Northampton lors des matchs allers-retours de Champions Cup,,, mais aussi un triplé contre les Ospreys en URC alors que la saison n'est qu'au mois de février,. Le Munster atteint ensuite la finale du United Rugby Championship après avoir battu le Leinster en demi-finale. En finale, les Irlandais affrontent les Sud-Africains des Stormers, Gavin Coombes est titulaire en troisième ligne aux côtés de Peter O'Mahony et John Hodnett pour cette rencontre. Le Munster s'impose 19 à 14 et remporte cette compétition pour la première fois depuis 2011,. À la fin de la saison, il est notamment nommé dans l'équipe-type de l'URC. Durant la saison, il a disputé un total de vingt-et-une rencontres et inscrit quatorze essais.
N'étant pas convoqué pour le Tournoi des Six Nations 2024, il participe à des matchs amicaux avec le Munster et affronte notamment les Crusaders. Lors de ce match, étant aligné en deuxième ligne, il inscrit un doublé lors de la victoire 21 à 19 de son équipe et est nommé homme du match,.

#### En équipe nationale
Gavin Coombes représente tout d'abord l'équipe d'Irlande des moins de 19 ans, puis les moins de 20 ans lors de l'année 2017, il participe au Tournoi des Six Nations des moins de 20 ans, puis au Championnat du monde junior cette année-là.
Gavin Coombes est sélectionné pour la première fois en équipe d'Irlande pendant le Tournoi des Six Nations 2021, à la suite de la blessure de Caelan Doris lors de la première journée contre le Pays de Galles. Toutefois, il honore sa première cape internationale en équipe d'Irlande le 3 juillet contre l'équipe du Japon à l'Aviva Stadium.
Il est de nouveau sélectionné pour la tournée estivale 2022 en Nouvelle-Zélande contre les All Blacks. Cependant, il ne dispute aucune rencontre officielle avec le XV du Trèfle mais joue deux rencontres contre les Māori All Blacks, où il débute lors des deux matchs tout en inscrivant également deux essais et connaît une défaite, puis la victoire lors du deuxième match. Plus tard cette année, il est également sélectionné pour les test-matchs de novembre, mais il ne prend part à aucune rencontre officielle encore une fois. Il joue notamment une rencontre avec l'équipe d'Irlande A contre les All Blacks XV (en), l'équipe réserve de la Nouvelle-Zélande, mais subit une défaite 47-19.
Début janvier 2023, il est convoqué par Andy Farrell, le sélectionneur irlandais, pour disputer le Tournoi des Six Nations. Toutefois, il ne dispute aucune rencontre, étant devancé par Caelan Doris et Jack Conan au poste de troisième ligne centre, alors que l'Irlande réalise le Grand Chelem. En mai suivant, il est retenu dans la pré-liste pour préparer la Coupe du monde 2023. Le 17 août, il est libéré par le staff irlandais et ne fait pas partie du groupe des 33 sélectionnés pour la Coupe du monde quelques jours plus tard,.
En janvier 2024, il n'est pas non plus convoqué pour le Tournoi des Six Nations.

## Statistiques

### Statistiques en club
| Saison        | Club          | Compétition               | Matchs | Points | Essais |
| ------------- | ------------- | ------------------------- | ------ | ------ | ------ |
| 2018-2019     | Munster       | Pro14                     | 8      | -      | -      |
| 2019-2020     | Munster       | Pro14                     | 7      | 10     | 2      |
| 2020-2021     | Munster       | Pro14                     | 15     | 40     | 8      |
| 2020-2021     | Munster       | Coupe d'Europe            | 3      | 15     | 3      |
| 2020-2021     | Munster       | Pro14 Rainbow Cup         | 4      | 20     | 4      |
| 2021-2022     | Munster       | United Rugby Championship | 12     | 15     | 3      |
| 2021-2022     | Munster       | Coupe d'Europe            | 2      | 5      | 1      |
| 2022-2023     | Munster       | United Rugby Championship | 16     | 50     | 10     |
| 2022-2023     | Munster       | Champions Cup             | 5      | 20     | 4      |
| 2023-2024     | Munster       | United Rugby Championship | 9      | 5      | 1      |
| 2023-2024     | Munster       | Champions Cup             | 4      | 10     | 2      |
| Total Munster | Total Munster | Total Munster             | 85     | 190    | 38     |

### Statistiques en équipe nationale
Gavin Coombes compte 2 sélections dont 1 en tant que titulaire, depuis sa première sélection le 3 juillet 2021 face au Japon. Il inscrit 5 points, un essai.
| Numéro | Date            | Lieu                  | Adversaire | Compétition | Résultat | Score |
| ------ | --------------- | --------------------- | ---------- | ----------- | -------- | ----- |
| 1      | 10 juillet 2021 | Aviva Stadium, Dublin | États-Unis | Test match  | Victoire | 71-10 |

## Palmarès

### En club
- Vainqueur de la British and Irish Cup en 2017 avec le Munster A.
- Finaliste du Pro14 en 2021 avec le Munster.
- Vainqueur du United Rugby Championship en 2023 avec le Munster.

### Distinctions personnelles
- Membre de l'équipe-type du United Rugby Championship en 2023.

## Note et référence
1. 1 2  « Gavin Coombes », sur www.itsrugby.fr (consulté le 14 février 2024)
2. 1 2 3  « Gavin Coombes international », sur www.itsrugby.fr (consulté le 23 octobre 2023)
3. 1 2 3 4  (en-GB) « Who is Gavin Coombes? Meet the powerhouse Ireland debutant - Extra.ie », 3 juillet 2021 (consulté le 21 février 2023)
4. 1 2  (en) « Underage starting to shine for Skibbereen », sur independent (consulté le 21 février 2023)
5. 1 2 3 4  (en-GB) Sean McMahon, « Gavin Coombes - "For Gavin, It Was A Case Of That Want And That Desire" », sur Munster Rugby, 8 juillet 2021 (consulté le 21 février 2023)
6. 1 2 3 4  (en-GB) « Academy Player », sur Munster Rugby (consulté le 19 février 2023)
7. ↑  (en-GB) « Munster A Claim B&I Cup Title After Cork Rollercoaster », sur Munster Rugby (consulté le 21 février 2023)
8. 1 2 3  « La fiche rugby de : Gavin COOMBES », sur www.allrugby.com (consulté le 21 février 2023)
9. ↑  (en) « Munster Rugby announce contract extensions and a new signing », sur www.unitedrugby.com (consulté le 21 février 2023)
10. ↑  « Pro 14 - Fiche de match Munster vs Scarlets, le 29/02/2020 », sur www.allrugby.com (consulté le 21 février 2023)
11. ↑  « Pro 14 - Fiche de match Munster vs Ospreys, le 15/11/2020 », sur www.allrugby.com (consulté le 21 février 2023)
12. ↑  « Rainbow Cup - Fiche de match Zebre vs Munster, le 11/06/2021 », sur www.allrugby.com (consulté le 21 février 2023)
13. ↑  (en) « Gavin Coombes named Munster Rugby Men's Player of the Year », sur The Southern Star (consulté le 21 février 2023)
14. ↑  (en) « Gavin Coombes caps brilliant season with Munster men’s player of the year award », sur The Irish Times (consulté le 21 février 2023)
15. ↑  (en-GB) Jack Neville, « Gavin Coombes signs Munster Rugby contract extension », sur Limerick Post Newspaper, 30 mars 2022 (consulté le 21 février 2023)
16. ↑  (en-US) Kamva Somdyala, « Bulls crash to second consecutive URC loss against motivated Munster in tricky conditions », sur Sport (consulté le 21 février 2023)
17. ↑  (en) « Gavin Coombes brace leads Munster to win over Northampton », sur BreakingNews.ie (consulté le 21 février 2023)
18. ↑  (en-GB) « Coombes brace seals thrilling win for 14-man Munster », sur European Professional Club Rugby (consulté le 21 février 2023)
19. ↑  (en) « Munster thrash Ospreys behind Gavin Coombes hat-trick », sur www.rugbypass.com (consulté le 21 février 2023)
20. ↑  « United Rugby Championship - Le Leinster, battu par le Munster en demi-finale, dit adieu au titre », sur www.rugbyrama.fr, 13 mai 2023
21. ↑  (en) « Feuille de match finale du United Rugby Championship 2023 : Stormers - Munster », sur unitedrugby.com, 27 mai 2023
22. ↑  Tristan Failler, « United Rugby Championship - Le Munster remporte la finale en battant les Stormers dans les derniers instants », sur www.rugbyrama.fr, 27 mai 2023
23. ↑  (en) « URC Grand Final - Munster beat Stormers to claim title », sur bbc.com, 27 mai 2023
24. ↑  (en) Jared Wright, « URC: Six Irish and four South African players selected in Elite XV », sur PlanetRugby, 11 mai 2023 (consulté le 23 mai 2023)
25. 1 2  (en) « 'There's something missing with Gavin Coombes' | Brian O'Driscoll », sur newstalk.com, 18 janvier 2024 (consulté le 14 février 2024)
26. ↑  (en) « Coombes double helps Munster beat Crusaders in front of 40,885 fans », sur planetrugby.com, 3 février 2024 (consulté le 14 février 2024)
27. ↑  (en) « Gavin Coombes: Hopefully we can get more big Munster games in Páirc Uí Chaoimh », sur southernstar.ie, 11 février 2024 (consulté le 14 février 2024)
28. ↑  (en) Simon Lewis, « First Ireland call-up for Gavin Coombes as Caelan Doris ruled out », sur Irish Examiner, 2 février 2021 (consulté le 19 février 2023)
29. ↑  « Ireland v Japan », sur ESPN scrum (consulté le 19 février 2023)
30. ↑  (en-US) « Irish Rugby | Andy Farrell Names 40-Player Squad For New Zealand Tour » (consulté le 22 novembre 2022)
31. ↑  (en) Garry Doyle, « Ireland's tour gets off to a terrible start after Maori All Blacks stun visitors », sur The42, 29 juin 2022 (consulté le 19 février 2023)
32. ↑  (en) Garry Doyle, « Brilliant Ireland build on Saturday's win over the All Blacks with Maori scalp », sur The42, 12 juillet 2022 (consulté le 19 février 2023)
33. ↑  (en) « Ireland: Six uncapped players named in Andy Farrell's autumn internationals squad », sur Sky Sports (consulté le 22 novembre 2022)
34. ↑  (en) Murray Kinsella, « All Blacks XV tear up the RDS on a painful night for Farrell's Ireland A », sur The42, 4 novembre 2022 (consulté le 19 février 2023)
35. ↑  (en-US) « Irish Rugby | Ireland Squad Named For 2023 Guinness Six Nations Championship » (consulté le 19 janvier 2023)
36. ↑  « Le classement et les enseignements du Tournoi : l'Irlande et la France survolent les débats », sur rugbyrama.fr (consulté le 28 mars 2023)
37. ↑  « Coupe du monde de rugby : l'Irlande présélectionne 42 joueurs dont quatre nouveaux », sur LEFIGARO, 30 mai 2023 (consulté le 30 mai 2023)
38. ↑  (en-GB) « Treadwell among five released from Ireland squad », BBC Sport,‎ 17 août 2023 (lire en ligne, consulté le 27 août 2023)
39. ↑  « La liste de l'Irlande officialisée avec Sexton capitaine, Healy absent », sur rugbyrama.fr (consulté le 27 août 2023)
40. ↑  (en) « Gavin Coombes », sur espn.co.uk (consulté le 19 février 2023).